# District de Than Uyên
Than Uyên est un district rural de la province de Lai Châu dans la région du Nord-ouest du Viêt Nam. 

## Géographie
La superficie du district est de 792,53 km2. 
Le chef-lieu du district est Than Uyên.